# Bistum Popokabaka
Das Bistum Popokabaka (lateinisch Dioecesis Popokabakaensis, französisch Diocèse de Popokabaka) ist eine in der Demokratischen Republik Kongo gelegene römisch-katholische Diözese mit Sitz in Popokabaka.

## Geschichte
Das Bistum Popokabaka wurde am 24. Juni 1961 durch Papst Johannes XXIII. mit der Apostolischen Konstitution Quod Sacrum aus Gebietsabtretungen des Bistums Kisantu errichtet. Es ist dem Erzbistum Kinshasa als Suffraganbistum unterstellt.

## Bischöfe von Popokabaka
- Pierre Bouckaert SJ, 1961–1979
- André Mayamba Mabuti Kathongo, 1979–1993
- Louis Nzala Kianza, 1996–2020
- Bernard Marie Fansaka Biniama, seit 2020